# أمبروسيو خوسيه غونزاليس
أمبروسيو خوسيه غونزاليس هو ضابط كوبي، ولد في 4 أكتوبر 1818 في ماتانزاس في كوبا، وتوفي في 31 يوليو 1893.